# Ruby, My Dear
Ruby, My Dear ist eine Jazzballade des US-amerikanischen Komponisten Thelonious Monk.

## Hintergrund
Das Lied wurde nach Rubie Richardson, Monks erster großer Liebe, benannt. Die im Kern recht schnörkellose Melodie wird von harmonischen Einwürfen und Improvisationen ergänzt. Ruby, My Dear gilt vielen als eines der schönsten Liebeslieder des Bebop.
Die Erstaufnahme erfolgte 1947 während einer Session für Blue Note Records, als Monk seinen endgültigen Durchbruch als Jazzmusiker feierte. 
Monk hat das Lied noch oft aufgenommen, darunter 1959 und 1965 als Solo-Pianoversion sowie zweimal kurz hintereinander im Sommer 1957: zunächst mit den Saxophonisten Coleman Hawkins als einzigem Bläser auf dem Riverside Studioalbum Monk's Music des Monk-Septetts; und dann mit dem Saxophonisten John Coltrane als einzigem Bläser während einer kurzen Studio-Session des Monk-Quartetts, welches von Juli bis Dezember 1957 im Five Spot Cafe fast jeden Abend spielte. Leider existiert keine einzige Liveaufnahme von diesem Quartett aus dem Jahr 1957, obwohl es der Top Act dieses Jahres in New York City war. 
Beide Aufnahmen von Ruby, My Dear haben zusammen Referenzcharakter, weil sie zwischen dem traditionell verschnörkelten und vor Vielfalt sprudelnden Hawkins und dem modern strengen und klaren Coltrane fast die volle Bandbreite dieser Komposition abdecken.  
Beide Aufnahmen sind seit 2023 auf dem Album Thelonious Monk with John Coltrane 1957 Revisited (ezz-thetics Serie von Hat Hut Records) in zuvor nicht für möglich gehaltener Tonqualität vereint.
Zu dem Lied schrieb Sally Swisher einen Songtext; die Vokalversion wurde 1988 von Carmen McRae für ihr Studioalbum Carmen Sings Monk unter dem Titel Dear Ruby aufgenommen. Der Diskograf Tom Lord listet im Bereich des Jazz insgesamt 297 (Stand 2016) Coverversionen, unter denen die Aufnahmen von Peter Bernstein, Dexter Gordon, Kenny Dorham, Roy Hargrove, Bill Harris und Bud Powell hervorzuheben sind.

## Aufnahmen
T. Monk
- 1947 – Genius of Modern Music: Volume 1 (mit Idrees Sulieman, Danny Quebec West, Billy Smith, Gene Ramey und Art Blakey)
- 1957 – Monk’s Music (mit Coleman Hawkins, Wilbur Ware und Art Blakey)
- 1957 – Thelonious Monk with John Coltrane (mit John Coltrane, Wilbur Ware und Shadow Wilson; veröffentlicht 1961)
- 1959 – Thelonious Alone in San Francisco
- 1961(?) – Monk ’Round the World (mit Charlie Rouse, Butch Warren, Ben Riley; veröffentlicht 2004)
- 1965 – Solo Monk
- 1965 – At Newport 1963 & 1965 (mit Charlie Rouse, Larry Gales, Ben Riley, Pee Wee Russell; veröffentlicht 2002)
- 1967 – Thelonious Monk Nonet Live in Paris 1967 (mit Charlie Rouse, Larry Gales, Ben Riley, Ray Copeland, Johnny Griffin, Jimmy Cleveland, Phil Woods und Clark Terry; veröffentlicht 1988)
- 1968 – Palo Alto (Live at Palo Alto High School/Ca 1968) (mit Charlie Rouse, Larry Gales und Ben Riley; veröffentlicht 2020)
- 1969 – Paris 1969 (mit Charlie Rouse, Nate Hygelund, Paris Wright; veröffentlicht 2013)
- 1971 – The London Collection: Volume Two (mit Al McKibbon und Art Blakey)

Andere
- 1953 – Kenny Dorham auf Kenny Dorham Quintet[5]
- 1962 – Milt Jackson auf Invitation[6]
- 1969 – Steve Lacy auf Epistrophy (auch Plays Monk)[7]
- 1977 – Kenny Drew auf Ruby, My Dear[8]
- 1991 – Ran Blake auf Epistrophy[9]
- 1999 – Andy Summers auf Green Chimneys[10]
- 2005 – Richard Galliano auf Ruby, My Dear[11]
- 2010 – Charles Lloyd auf Mirror[12]